# Агатувка (гміна Тшидник-Дужи)
Агатувка (пол. Agatówka) — село в Польщі, у гміні Тшидник-Дужий Красницького повіту Люблінського воєводства. Населення — 142 особи (2011).
У 1975—1998 роках село належало до Тарнобжезького воєводства.

## Демографія
Демографічна структура станом на 31 березня 2011 року:
|          | Загалом | Допрацездатний вік | Працездатний вік | Постпрацездатний вік |
| -------- | ------- | ------------------ | ---------------- | -------------------- |
| Чоловіки | 70      | 15                 | 44               | 11                   |
| Жінки    | 72      | 10                 | 43               | 19                   |
| Разом    | 142     | 25                 | 87               | 30                   |